# 清水真一
清水 真一（しみず しんいち、1889年 - 1986年 ）は、アマチュア天文家、コメットハンター。島田市名誉市民。藍綬褒章。

## 人物

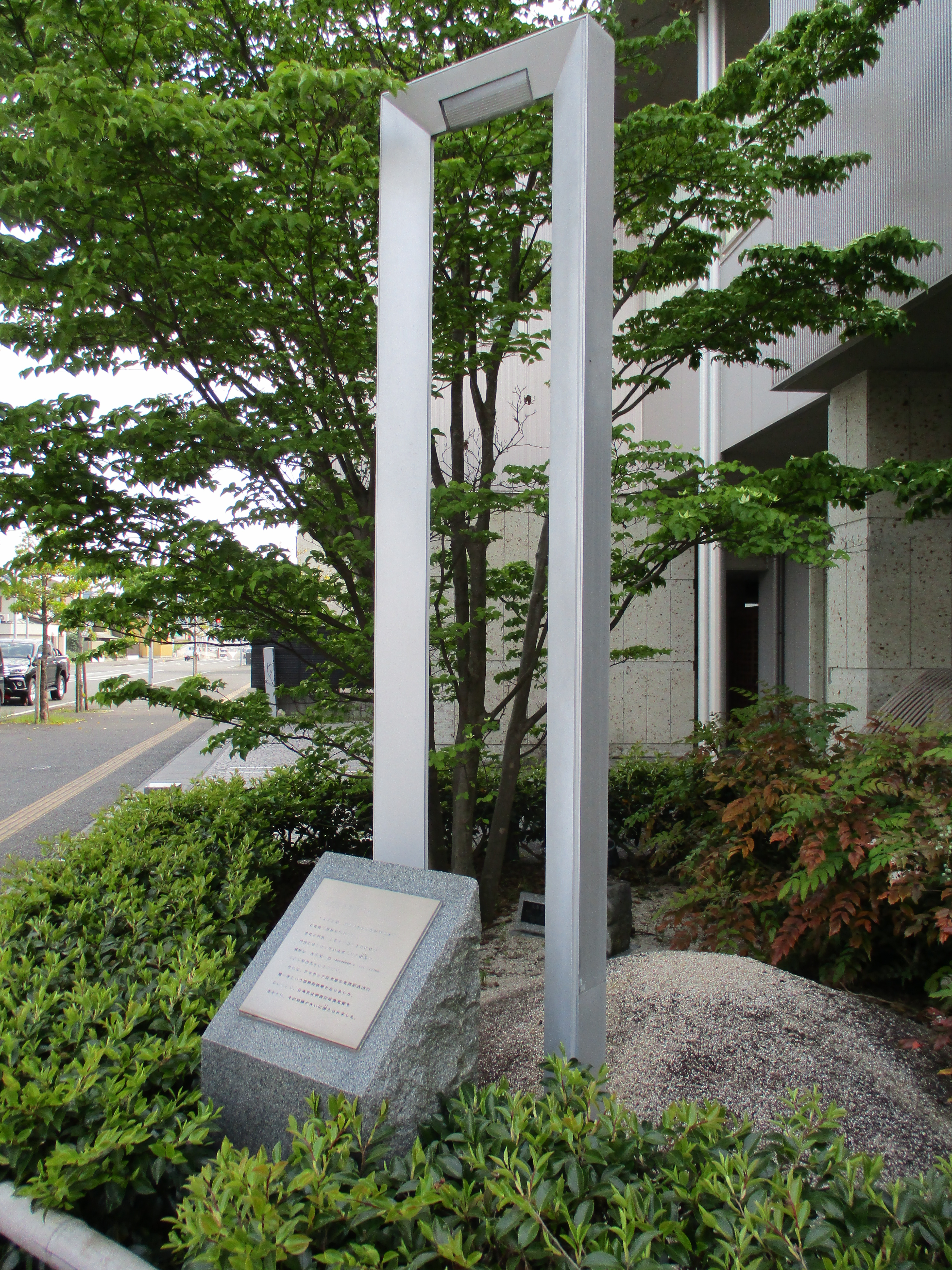
回帰を観測したことを記念するモニュメント。静岡県島田市。2021年4月撮影。

1906年、静岡県立静岡中学校卒業。1909年、千葉医学専門学校薬学科卒業。
1909年12月7日に発見され、7年周期で回帰することが予想されていた33P/ダニエル彗星が1916年・1923年・1930年に観測されなかったことから、広瀬秀雄が計算した軌道に基づき予想された位置を口径8cmの望遠鏡で観測した結果、1937年1月31日に12.5等級の彗星を発見した。この彗星は28年間行方不明になっていたダニエル彗星であることがわかり、再発見となった。
1939年の日本天文学会でこの再発見の功績が評価され、新しく新設された天体発見功労賞の第1号を受賞している。
他にも東京天文台からの打診に応じて多くの小惑星や彗星の確認観測を行ったほか、プロアマ両方に愛用された天体写真用の乾板を制作するなどの功績を残した。 1950年、藍綬褒章、1975年、島田市名誉市民、1976年、日本天文学会の神田茂賞を受賞した。静岡県天文研究会の初代会長。
小惑星(2879) Shimizuは清水の名前にちなんで命名された。